# Bahnstrecke Herzberg–Seesen
| Regionalbahn beim Verlassen des Haltepunkts Herzberg Schloß |                         |                                                      |                                                      |
| Streckennummer (DB): | 1812                    |                                                      |                                                      |
| Kursbuchstrecke (DB): | 358                     |                                                      |                                                      |
| Kursbuchstrecke: | 176d (1934) 200c (1946) |                                                      |                                                      |
| Streckenlänge: | 32 km                   |                                                      |                                                      |
| Spurweite: | 1435 mm (Normalspur)    |                                                      |                                                      |
| Streckengeschwindigkeit: | 80 km/h                 |                                                      |                                                      |
| Zugbeeinflussung: | PZB                     |                                                      |                                                      |
| |                         |                                                      |                                                      |
| \| \| \| von Derneburg \| \| \| \| \| von Börßum (Braunschweigische Südbahn) \| \| \| \| \| \| \| \| \| \| Seesen Landesbahnhof \| \| \| \| 85,9 \| Seesen ⊙ \| Seesen ⊙ \| \| \| \| nach Kreiensen (Braunschweigische Südbahn) \| \| \| \| \| B 242 \| \| \| \| \| Herrhausen ⊙ \| \| \| \| 91,3 \| Münchehof (Harz) ⊙ \| Münchehof (Harz) ⊙ \| \| \| 92,4 \| ehem. B 243 und ehem. B 242 \| ehem. B 243 und ehem. B 242 \| \| \| \| B 243 und B 242 \| \| \| \| \| ehem. B 243 \| \| \| \| 96,8 \| Gittelde Nord \| Gittelde Nord \| \| \| \| B 243 \| \| \| \| 98,4 \| Gittelde/Bad Grund (Harz) ⊙ \| Gittelde/Bad Grund (Harz) ⊙ \| \| \| 98,4 \| zur Bahnstrecke Gittelde–Bad Grund \| zur Bahnstrecke Gittelde–Bad Grund \| \| \| \| Badenhausen \| \| \| \| \| Lasfelde \| \| \| \| \| Bahnstrecke Osterode–Kreiensen (750 mm) \| \| \| \| 105,3 \| Übergabe zur Bahnstrecke Osterode–Kreiensen \| Übergabe zur Bahnstrecke Osterode–Kreiensen \| \| \| 105,3 \| Osterode (Harz) ⊙ (bis 2004) \| Osterode (Harz) ⊙ (bis 2004) \| \| \| \| ehem. B 243 \| \| \| \| 106,4 \| Söse \| Söse \| \| \| 106,1 \| ehem. B 241 \| ehem. B 241 \| \| \| 106,1 \| Osterode am Harz Mitte ⊙ \| Osterode am Harz Mitte ⊙ \| \| \| 107,0 \| Osterode am Harz Süd ⊙ (1909[1]–2004) \| Osterode am Harz Süd ⊙ (1909[1]–2004) \| \| \| 107,1 \| B 241 \| B 241 \| \| \| 108,2 \| ehem. B 243 \| ehem. B 243 \| \| \| 108,2 \| Osterode am Harz Leege ⊙ \| Osterode am Harz Leege ⊙ \| \| \| 104,7 \| Düna-Papenhöhe \| Düna-Papenhöhe \| \| \| 115,5 \| B 243 \| B 243 \| \| \| 115,6 \| ehem. B 243 \| ehem. B 243 \| \| \| \| \| \| \| \| \| geplant zur ehem. Munitionsfabrik, jedoch nie gebaut \| \| \| \| \| \| \| \| \| 116,4 \| Sieber \| Sieber \| \| \| 116,7 \| von der ehem. Munitionsfabrik \| von der ehem. Munitionsfabrik \| \| \| 116,7 \| Herzberg Schloß ⊙ \| Herzberg Schloß ⊙ \| \| \| 117,3 \| B 27 \| B 27 \| \| \| 117,3 \| nach Northeim (1944 geplant) \| nach Northeim (1944 geplant) \| \| \| 117,4 \| ehem. B 27 \| ehem. B 27 \| \| \| 117,8 \| von Northeim (Südharzstrecke) \| von Northeim (Südharzstrecke) \| \| \| 117,9 \| Herzberg (Harz) ⊙ \| 233 m \| \| \| 118,8 \| nach Bleicherode, nach Siebertal \| nach Bleicherode, nach Siebertal \| \| \| \| nach Nordhausen (Südharzstrecke) \| \| |                         |                                                      |                                                      |
| Strecke (außer Betrieb) |                         | von Derneburg                                        | von Derneburg                                        |
| Strecke (außer Betrieb) · Strecke von links |                         | von Börßum (Braunschweigische Südbahn)               | von Börßum (Braunschweigische Südbahn)               |
| |                         |                                                      |                                                      |
| Kopfbahnhof Streckenende (Strecke außer Betrieb) · Strecke |                         | Seesen Landesbahnhof                                 | Seesen Landesbahnhof                                 |
| Bahnhof | 85,9                    | Seesen ⊙                                             | Seesen ⊙                                             |
| Abzweig geradeaus und nach rechts |                         | nach Kreiensen (Braunschweigische Südbahn)           | nach Kreiensen (Braunschweigische Südbahn)           |
| Brücke |                         | B 242                                                | B 242                                                |
| ehemaliger Haltepunkt / Haltestelle |                         | Herrhausen ⊙                                         | Herrhausen ⊙                                         |
| Bahnhof | 91,3                    | Münchehof (Harz) ⊙                                   | Münchehof (Harz) ⊙                                   |
| Brücke | 92,4                    | ehem. B 243 und ehem. B 242                          | ehem. B 243 und ehem. B 242                          |
| Strecke mit Straßenbrücke |                         | B 243 und B 242                                      | B 243 und B 242                                      |
| Brücke |                         | ehem. B 243                                          | ehem. B 243                                          |
| ehemaliger Haltepunkt / Haltestelle | 96,8                    | Gittelde Nord                                        | Gittelde Nord                                        |
| Strecke mit Straßenbrücke |                         | B 243                                                | B 243                                                |
| Bahnhof | 98,4                    | Gittelde/Bad Grund (Harz) ⊙                          | Gittelde/Bad Grund (Harz) ⊙                          |
| Abzweig geradeaus und ehemals nach links | 98,4                    | zur Bahnstrecke Gittelde–Bad Grund                   | zur Bahnstrecke Gittelde–Bad Grund                   |
| ehemaliger Haltepunkt / Haltestelle |                         | Badenhausen                                          | Badenhausen                                          |
| ehemaliger Haltepunkt / Haltestelle |                         | Lasfelde                                             | Lasfelde                                             |
| Kreuzung geradeaus oben (Querstrecke außer Betrieb) |                         | Bahnstrecke Osterode–Kreiensen (750 mm)              | Bahnstrecke Osterode–Kreiensen (750 mm)              |
| Abzweig geradeaus und ehemals von links | 105,3                   | Übergabe zur Bahnstrecke Osterode–Kreiensen          | Übergabe zur Bahnstrecke Osterode–Kreiensen          |
| ehemaliger Bahnhof | 105,3                   | Osterode (Harz) ⊙ (bis 2004)                         | Osterode (Harz) ⊙ (bis 2004)                         |
| Brücke |                         | ehem. B 243                                          | ehem. B 243                                          |
| Brücke über Wasserlauf | 106,4                   | Söse                                                 | Söse                                                 |
| ehemaliger Bahnübergang | 106,1                   | ehem. B 241                                          | ehem. B 241                                          |
| Haltepunkt / Haltestelle | 106,1                   | Osterode am Harz Mitte ⊙                             | Osterode am Harz Mitte ⊙                             |
| ehemaliger Haltepunkt / Haltestelle | 107,0                   | Osterode am Harz Süd ⊙ (1909–2004)                   | Osterode am Harz Süd ⊙ (1909–2004)                   |
| Strecke mit Straßenbrücke | 107,1                   | B 241                                                | B 241                                                |
| Bahnübergang | 108,2                   | ehem. B 243                                          | ehem. B 243                                          |
| Haltepunkt / Haltestelle | 108,2                   | Osterode am Harz Leege ⊙                             | Osterode am Harz Leege ⊙                             |
| ehemaliger Haltepunkt / Haltestelle | 104,7                   | Düna-Papenhöhe                                       | Düna-Papenhöhe                                       |
| Strecke mit Straßenbrücke | 115,5                   | B 243                                                | B 243                                                |
| ehemaliger Bahnübergang | 115,6                   | ehem. B 243                                          | ehem. B 243                                          |
| |                         |                                                      |                                                      |
| Abzweig geradeaus und ehemals nach rechts |                         | geplant zur ehem. Munitionsfabrik, jedoch nie gebaut | geplant zur ehem. Munitionsfabrik, jedoch nie gebaut |
| |                         |                                                      |                                                      |
| Brücke über Wasserlauf | 116,4                   | Sieber                                               | Sieber                                               |
| Abzweig geradeaus und ehemals von rechts | 116,7                   | von der ehem. Munitionsfabrik                        | von der ehem. Munitionsfabrik                        |
| Haltepunkt / Haltestelle, ehemals Bahnhof | 116,7                   | Herzberg Schloß ⊙                                    | Herzberg Schloß ⊙                                    |
| Strecke mit Straßenbrücke | 117,3                   | B 27                                                 | B 27                                                 |
| Abzweig geradeaus und ehemals nach rechts | 117,3                   | nach Northeim (1944 geplant)                         | nach Northeim (1944 geplant)                         |
| ehemaliger Bahnübergang | 117,4                   | ehem. B 27                                           | ehem. B 27                                           |
| | 117,8                   | von Northeim (Südharzstrecke)                        | von Northeim (Südharzstrecke)                        |
| Bahnhof · Kopfbahnhof Streckenende (Strecke außer Betrieb) | 117,9                   | Herzberg (Harz) ⊙                                    | 233 m                                                |
| Abzweig geradeaus, ehemals nach links und ehemals nach rechts · Strecke quer (außer Betrieb) | 118,8                   | nach Bleicherode, nach Siebertal                     | nach Bleicherode, nach Siebertal                     |
| Strecke |                         | nach Nordhausen (Südharzstrecke)                     | nach Nordhausen (Südharzstrecke)                     |

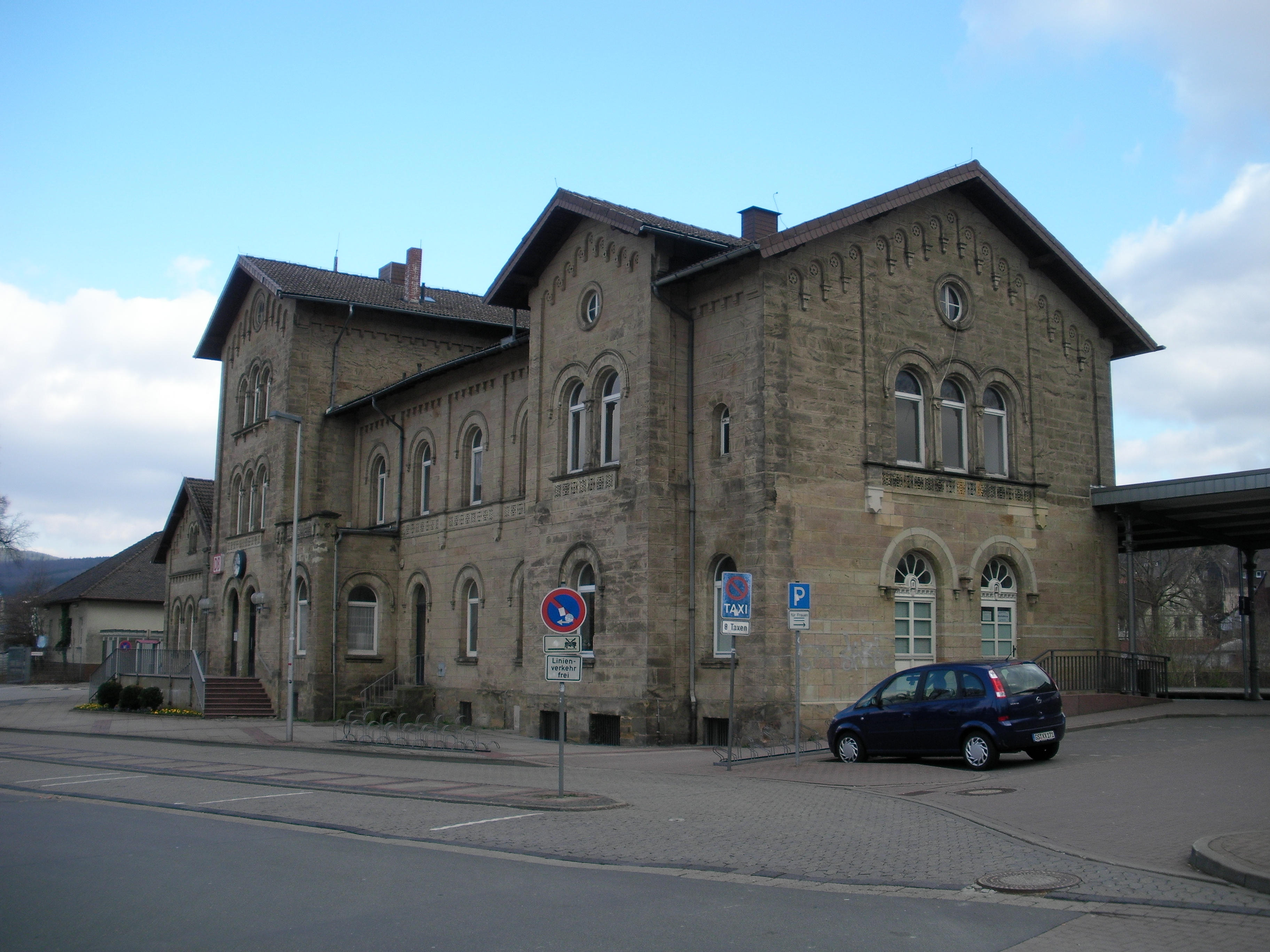
Bahnhof Seesen

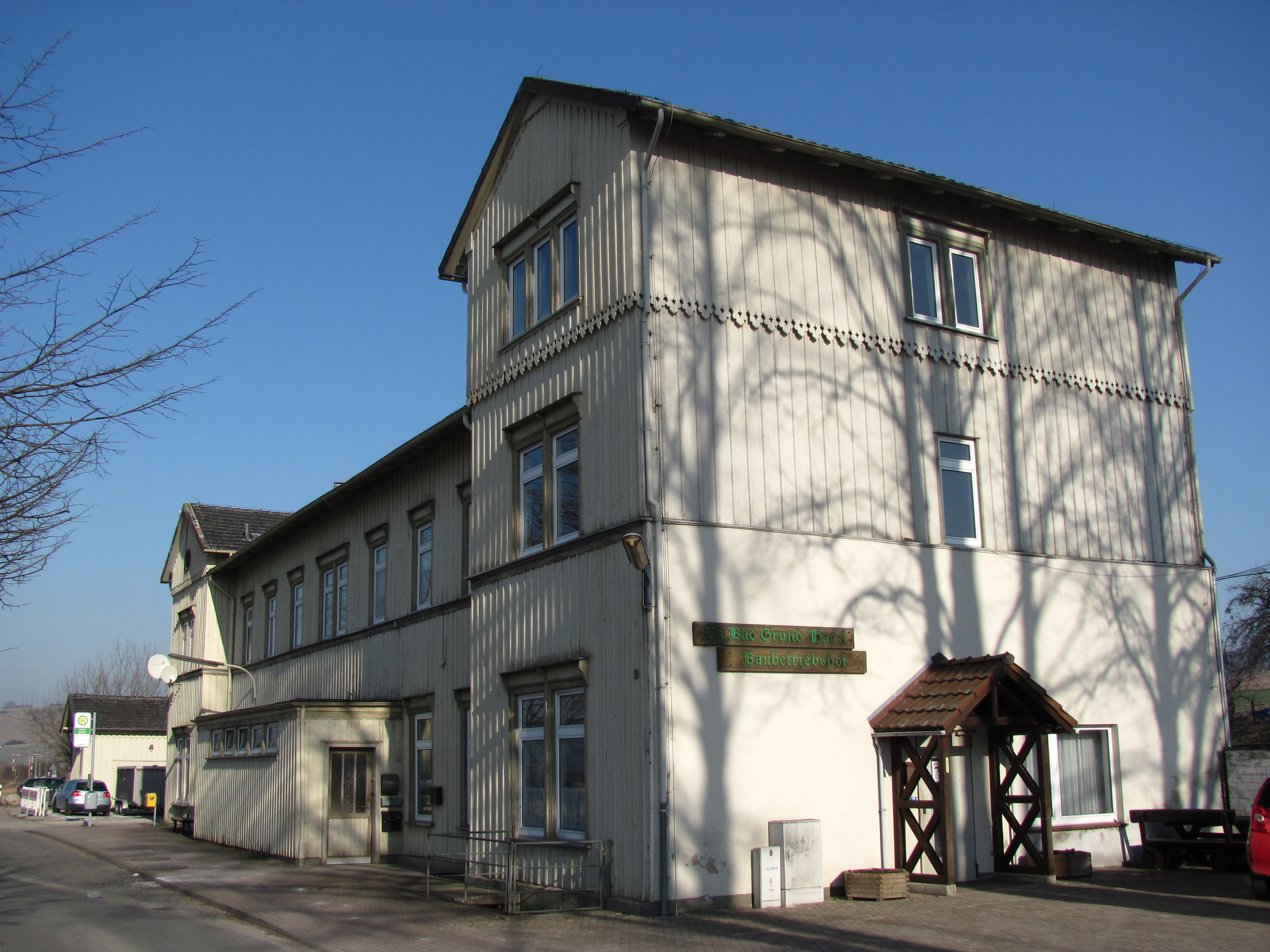
Bahnhof Gittelde/Bad Grund (Harz)

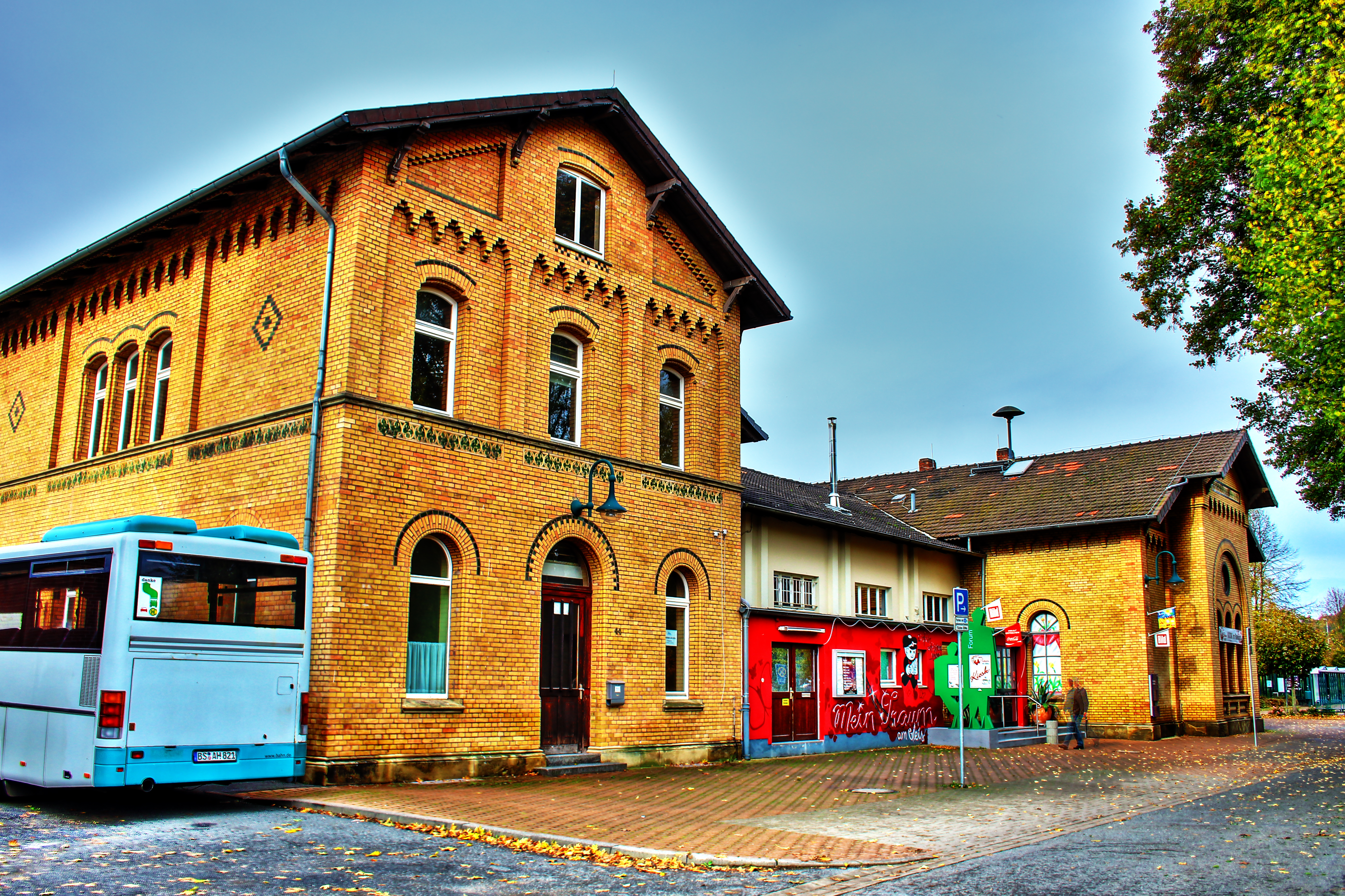
Bahnhof Herzberg (Harz)

Die Bahnstrecke Herzberg–Seesen, auch Westharzstrecke oder Westharzbahn genannt, ist eine 32 km lange, eingleisige, nicht elektrifizierte Nebenbahn, die am Westrand des Harzes verläuft und die Stadt und den ehemaligen Landkreis Osterode am Harz erschließt. Sie ist Teil der kürzesten Verbindung von Braunschweig nach Erfurt. Zugkreuzungen finden zur üblichen Symmetrieminute kurz vor der vollen Stunde in Gittelde statt. Bei Verspätungen finden Kreuzungen in  Münchehof (Harz) statt. Weitgehend parallel verläuft die Bundesstraße 243, welche im Verlauf der Strecke mehrfach gequert wird. Bis südlich von Münchehof liegt auch die B 242 parallel.

## Geschichte
Sie wurde als Verbindung der Südharzstrecke mit der Braunschweigischen Südbahn Braunschweig–Salzgitter–Kreiensen am 10. Oktober 1870 von Herzberg bis Osterode und am 1. September 1871 bis Seesen eröffnet. Sie war als Fernstrecke gedacht; der Unterbau war für den zweigleisigen Ausbau vorgesehen, so sind bspw. die Widerlager der Sieberbrücke deutlich auf ein zweites Gleis ausgelegt. Dieser blieb jedoch ebenso aus wie die überregionale Bedeutung.
Anfang der 1990er Jahre galt die Bahnstrecke Herzberg–Seesen als stilllegungsgefährdet. Seit der Regionalisierung im Jahr 1996 wurde durch die Wiedereinführung des Wochenendverkehrs und die Einrichtung eines Taktfahrplanes die Attraktivität deutlich gesteigert. So bestand 2004 auf der Strecke ein Zweistundentakt mit der Linie Braunschweig–Bad Lauterberg, die durch Züge der Baureihe 628 betrieben wurde. Der Haltepunkt Gittelde Nord wurde aufgegeben, der Bahnhof Gittelde renoviert und umbenannt. Im Jahre 2004 wurden zwei neue Haltepunkte in Osterode (Osterode am Harz Leege und Osterode am Harz Mitte) eröffnet, welche die ungünstig gelegenen, bisherigen Zugangsstellen ablösten.
Mit der Aufgabe der Strecke nach Bad Lauterberg wurde das Angebot auf der Strecke schrittweise verdichtet. Im Dezember 2005 wurde die Bedienung auf neue Triebzüge vom Typ LINT umgestellt. Gleichzeitig wurde das parallele Busangebot abgebaut und ein Stundentakt eingeführt.
Die Bahnhöfe Seesen und Salzgitter-Bad wurden Ende 2018 an das Digitale Stellwerk in Göttingen angeschlossen. Im Oktober 2020 wurden die Stellwerke der Bahnhöfe Münchehof (Harz) und Gittelde ebenfalls an das DSTW in Göttingen angebunden. Im Jahr 2021 wurde die Elektrifizierung der Strecke als zu förderndes Vorhaben im Rahmen des Gemeindeverkehrsfinanzierungsgesetzes angemeldet.

## Bedienungsangebot
Die Strecke wird heute im Nahverkehr von der Linie RB 46 der DB Regio (Braunschweig Hbf–Salzgitter-Bad–Salzgitter-Ringelheim–Seesen–Herzberg) im Stundentakt mit LINT-Triebwagen befahren. Bis Dezember 2020 verkehrten die Züge sonntags nur im Zweistundentakt. In Herzberg besteht ein Anschlussknoten zur halben Stunde mit kurzen Anschlüssen nach Nordhausen und Göttingen über Northeim.
In Herzberg und Seesen sind die Gleise 1, 2 und 4 barrierefrei erreichbar. Gleis 1 ist mit den Gleisen 2 und 4 durch Aufzüge und einer Unterführung mit Treppen verbunden. Beide Stationen wurden unter dem Projekt Niedersachsen ist am Zug modernisiert. Nur in diesen beiden Bahnhöfen besteht noch ein zwar eingeschränkter privater Fahrkartenverkauf.